# Філіп Клювер
Філіп Клювер (нім. Philipp Cluver; 1580—1623) — німецький географ, історик, картограф.

## Біографія
У 1607—1613 об'їхав Норвегію, Англію, Шотландію, Францію, Німеччину та Італію і потім оселився в Лейдені. У 1618 обійшов пішки Італію. Що з'явилося лише після його смерті твір: «Introductio in universam geographiam tam veterum quam novam» (Лейден, 1624 і пізніше) отримало широке поширення як перший вдалий досвід систематичної обробки географії в усьому її історико-політичному обсязі; тим не менш з наукової цінності воно поступається його описам старожитностей Італії (Лейден, 1624) і Сицилії, Сардинії і Корсики (Лейден, 1619; Люнебург, 1659), а також його «Germania antiqua» (Лейден, 1616 і 1631)..

## Карти України
1661 р. Мапа — «Sarmatia et Scythia, Russia et Tartaria Europaea». На карті українські землі (Правобережжя) позначені як Скіфія (Scythia), а російські землі та Лівобережна Україна як Московія Європейська. Напис Сарматія Європейська (Sarmatia Europaea) охоплює польські, українські, білоруські, литовські та московські землі..

## Публікації
- Germania Antiqua libri tres (1616)
- Siciliae Antiquae libri duo (1619)
- Sardinia et Corsica Antiqua (1619)
- Italia Antiqua (1624, posthum)
- Introductio in Universam Geographiam (1624—1629)